# 馬綸
馬綸（1431年—1490年），字大綸，四川成都府內江縣人，民籍，治《書經》，年三十六歲中式成化二年丙戌科第三甲第一百二十六名進士。十二月二十九日生，行四，曾祖馬文質；祖馬復，知縣；父馬惟善，經歷；母盧氏；繼母徐氏；繼母袁氏。具慶下，妻陰氏，兄琨；誠（進士）；經，弟緒；琴（同科進士）；績；雲；紃。由國子生中式四川鄉試第一百五名舉人，會試中式第一百十三名。